# البوري الذهبي
البوري الذهبي (الاسم العلمي:  Chelon aurata) هو نوع سمك من عائلة أسماك البوري في المجموعة شيلون.

## الوصف
شكل جسد هذه الاسماك هو مطاول وأسطواني إلى حد ما ومبني بشكل متناسق وديناميكي للسباحة وللانسياب بسهولة عبر المياه، وزعانف ذيلها قوية. لون ظهر هذه الاسماك هو رمادي غامق ويتحول هذا اللون إلى اللون الأبيض الفضي نحو منطقة البطن مع تواجد عدة خطوط أفقية رمادية. يتواجد بقعة لونها ذهبي في أغطية الخياشيم.
يبلغ الحد الأقصى لطول هذه الاسماك حوالي 60 سنتيمتر (24 بوصة) ووزنها بشكل عام هو حوالي 1.5 كيلوغرام (3.3 رطل)، ولكن عادة ما يكون هذا السمك اصغر بدرجة كبيرة بالحجم حيث يبلغ متوسط الطول حوالي 30 سنتيمتر (12 بوصة) .
يكون موسم التكاثر في البحر، من يوليو إلى نوفمبر.

## الموائل

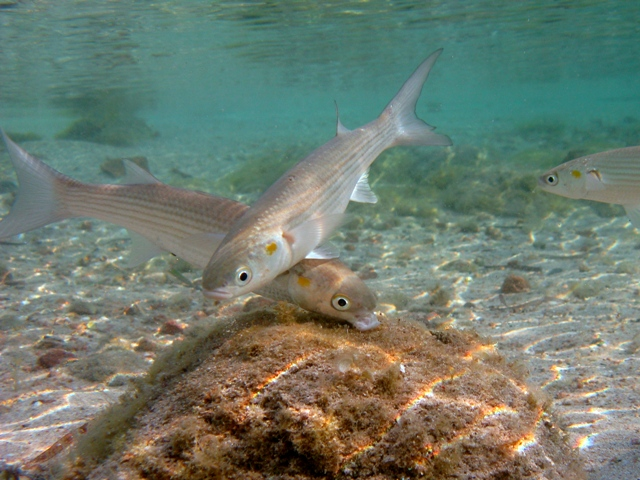
بوري ذهبي يتغذى في المياه الضحلة.

تتواجد هذه الاسماك في شرق المحيط الأطلسي من اسكتلندا إلى الرأس الأخضر، وتتواجد في البحر الأبيض المتوسط والبحر الأسود وفي المياه الساحلية من جنوب النرويج والسويد (ولكن لا تتواجد في مناطق بحر البلطيق) إلى المغرب. إنه نادر الوجود قبالة سواحل موريتانيا. تم استقدامه في بحر قزوين.
يعتبر سمك البوري الذهبي من أنواع أسماك الجروف القارية، عادة ما يكون متواجد بالقرب من الشاطئ، ويدخل للبحيرات الشاطئة والموانئ ومصبات الأنهار، لكنه نادرًا ما ينتقل إلى المياه العذبة. تتغذى هذه الأسماك على الكائنات القاعية الصغيرة، والحتات وأحيانا الحشرات والعوالق.
يتراوح تواجد هذا السمك من المياه الضحلة إلى الأعماق التي تصل لحوالي 20 متر (66 قدم)، لكن عمق تواجده الأكثر شيوعًا هو بين 1–10 متر (3.3–32.8 قدم). يفضل القيعان الرملية المغطاة بالنباتات المختلفة والصخور الصغيرة حيث يمكن العثور على الطعام وحماية نفسه من المخلوقات المفترسة مثل الأنقليس الأوروبي الكبير والشبص الأوروبي وأسماك العضاض والأنواع المفترسة الأخرى من الأسماك.

## صيد السمك
يوجد في العديد من البلدان حد لطول سمك البوري الذهبي الذي من الممكن ان يتم اصطياده وهو ان يكون طول السمكة على الاقل حوالي 20 سنتيمتر (7.9 بوصة). في بعض مصبات الأنهار، تكون هذه الاسماك الهدف الرئيسي لكل من الصيادين التجاريين والصيادين الهواة.
يتم استخدام شبكات خاصة في الصيد التجاري لنوع اسماك البوري هذا، حيث تسمح هذه الشباك بإمساك الاسماك التي تقفز فوق خط الشبكة الأول وتمنعها من الهروب. يبلغ متوسط كمية الصيد السنوي لاسماك البوري الذهبي في المياه الكرواتية 50 طن متري (49 طن كبير؛ 55 طن صغير) . في الرياضة وهواية صيد الأسماك، غالبًا ما يتم صيدها بواسطة الصنارة، وذلك باستخدام معدات طوافة وخطاف صيد يحمل طعم مكون من عجينة مصنوعة من الطحين والجبن وأحشاء الاسماك، ولكن في بعض الأحيان سوف تقبل هذه الاسماك باكل الطعم المكون من الخبز أو الجبن أو الاطعمة المشابهة لذلك.

## طبخ
لحم سمك البوري الذهبي ابيض وناعم وطري جدًا. طعم السمك المطبوخ يعتمد على موقع الصيد الذي تم اصطياده منه. يمكن قلي البوري الذهبي في مقلاة، وخاصة الأسماك الصغيرة. غالباً ما يُعتبر شوائه مع بعض زيت الزيتون وعصير الليمون والبقدونس من الأطعمة الشهية.
أيضا، يمكن استخدامه كمكون في حساء الأسماك المختلط.